# Takeuchi Akira
Akira Takeuchi (竹内 彬 (Trúc-Nội Bân) Takeuchi Akira, sinh ngày 18 tháng 6 năm 1983 ở Kanagawa) là một cầu thủ bóng đá người Nhật Bản thi đấu cho Oita Trinita.

## Thống kê sự nghiệp câu lạc bộ
Cập nhật đến ngày 23 tháng 2 năm 2017.
| Câu lạc bộ         | Mùa giải | Giải vô địch | Giải vô địch | Cúp Hoàng đế Nhật Bản | Cúp Hoàng đế Nhật Bản | J. League Cup | J. League Cup | Châu lục | Châu lục  | Tổng cộng | Tổng cộng |
| Câu lạc bộ         | Mùa giải | Số trận      | Bàn thắng    | Số trận               | Bàn thắng             | Số trận       | Bàn thắng     | Số trận  | Bàn thắng | Số trận   | Bàn thắng |
| ------------------ | -------- | ------------ | ------------ | --------------------- | --------------------- | ------------- | ------------- | -------- | --------- | --------- | --------- |
| Đại học Kokushikan | 2002     | 4            | 0            |                       |                       | –             | –             | –        | –         | 4         | 0         |
| Đại học Kokushikan | 2003     | 4            | 0            |                       |                       | –             | –             | –        | –         | 4         | 0         |
| Đại học Kokushikan | 2004     | 5            | 0            |                       |                       | –             | –             | –        | –         | 5         | 0         |
| Nagoya Grampus     | 2006     | 0            | 0            | 0                     | 0                     | 1             | 0             | –        | –         | 1         | 0         |
| Nagoya Grampus     | 2007     | 13           | 0            | 0                     | 0                     | 4             | 0             | –        | –         | 17        | 0         |
| Nagoya Grampus     | 2008     | 31           | 0            | 3                     | 0                     | 8             | 0             | –        | –         | 42        | 0         |
| Nagoya Grampus     | 2009     | 13           | 0            | 1                     | 0                     | 1             | 0             | 6        | 0         | 21        | 0         |
| Nagoya Grampus     | 2010     | 6            | 0            | 3                     | 0                     | 2             | 0             | –        | –         | 6         | 0         |
| JEF United Chiba   | 2011     | 36           | 7            | 2                     | 0                     | –             | –             | –        | –         | 38        | 7         |
| JEF United Chiba   | 2012     | 42           | 2            | 0                     | 0                     | –             | –             | –        | –         | 42        | 2         |
| JEF United Chiba   | 2013     | 36           | 2            | 0                     | 0                     | –             | –             | –        | –         | 36        | 2         |
| JEF United Chiba   | 2014     | 8            | 0            | 1                     | 1                     | –             | –             | –        | –         | 8         | 0         |
| Nagoya Grampus     | 2015     | 33           | 0            | 1                     | 0                     | 7             | 0             | –        | –         | 41        | 0         |
| Nagoya Grampus     | 2016     | 30           | 2            | 1                     | 0                     | 5             | 1             | –        | –         | 36        | 3         |
| Oita Trinita       | 2017     | 39           | 1            | 0                     | 0                     | –             | –             | –        | –         | 39        | 1         |
| Oita Trinita       | 2018     |              |              |                       |                       | –             | –             |          |           |           |           |
| Tổng               | Tổng     | 300          | 14           | 12                    | 1                     | 28            | 1             | 6        | 0         | 346       | 16        |